# مارکو ویسکونتی
مارکو ویسکونتی (ایتالیایی: Marco Visconti) یک مجموعهٔ تلویزیونی درام تاریخی ایتالیایی است که در سال ۱۹۷۵ منتشر شد.

## بازیگران
- رف ولونه
- پاملا ویلورسی
- جانی گارکو
- گابریلیه لاویا
- کارلو ساباتینی
- اینیاتسیو کولناگی